# Bretoncelles
Bretoncelles – miejscowość i gmina we Francji, w regionie Normandia, w departamencie Orne.
Według danych na rok 1990 gminę zamieszkiwało 1221 osób, a gęstość zaludnienia wynosiła 30 osób/km² (wśród 1815 gmin Dolnej Normandii Bretoncelles plasuje się na 187. miejscu pod względem liczby ludności, natomiast pod względem powierzchni na miejscu 11.).